# Diplotaxis geos
Diplotaxis geos är en skalbaggsart som beskrevs av Mccleve 1993. Diplotaxis geos ingår i släktet Diplotaxis och familjen Melolonthidae. Inga underarter finns listade i Catalogue of Life.